# Koni
Koni (en rus: Кони) és un poble de la República de Komi, a Rússia, segons el cens del 2010 tenia 33 habitants.